# Luis Petri
Luis Alfonso Petri (San Martín, 1º aprile 1977) è un politico argentino, dal dicembre 2023 ministro della Difesa dell'Argentina sotto la presidenza di Javier Milei.

## Biografia
La famiglia di Petri ha origini italiane. Il bisnonno infatti era originario del comune trentino di Segonzano.
Nato a San Martín, nella provincia di Mendoza, ha studiato giurisprudenza presso l'Università Nazionale del Litorale (UNL) laureandosi nel 2000 e lavorando successivamente come avvocato.
Sin da giovane si è avvicinato a Juventud Radical, l'organizzazione giovanile del partito Unione Civica Radicale (UCR); nel 2003 fu infatti eletto vicepresidente della sezione locale di Juventud Radical mentre tra il 2003 e il 2006 è stato segretario legislativo per il Senato della provincia di Mendoza. Alle elezioni legislative provinciali del 2005 è risultato eletto alla Camera dei deputati della provincia nelle file dell'UCR, venendo rieletto nel 2009 con la coalizione Accordo Civico e Sociale; durante i suoi due mandati si è occupato prevalentemente di sicurezza.
Alle elezioni parlamentari del 2013 è stato eletto alla Camera dei deputati nazionale nella lista dell'UCR col 47,69% dei voti, venendo poi rieletto nel 2017 all'interno della coalizione Cambiemos. Tra il 2017 e il 2019 è stato secondo vicepresidente della Camera dei deputati. Durante il suo mandato parlamentare si è espresso due volte, nel 2018 e nel 2020, contro la legalizzazione dell'aborto in Argentina.
Nel 2023, col sostegno del partito Insieme per il Cambiamento, si è candidato alle elezioni governatoriali della provincia di Mendoza, ricevendo solamente il 17,4% dei voti alle elezioni primarie. Successivamente la candidata alla presidenza Patricia Bullrich di Proposta Repubblicana lo ha annunciato come proprio vicepresidente candidato per le elezioni presidenziali del 2023; in seguito alla sconfitta della coalizione di Bullrich al primo turno, quest'ultima ha annunciato il suo sostegno al candidato Javier Milei, risultato poi vincitore delle elezioni. Nell'ambito della formazione del governo Milei ha scelto Petri come proprio Ministro della difesa.

## Vita privata
Ha un figlio e dal 2021 è impegnato in una relazione sentimentale con la giornalista Cristina Pérez.